# Iridoplecta ferrifera
Iridoplecta ferrifera là một loài bướm đêm trong họ Geometridae.